# Gotham (police de caractères)
Pour les articles homonymes, voir Gotham.
Gotham est une famille de polices de caractères géométriques sans empattement conçue par le créateur de caractères américain Tobias Frere-Jones avec Jesse Ragan et publiée par la fonderie Hoefler & Frere-Jones à partir de 2000. Les formes de lettres de Gotham ont été inspirées par des exemples d'enseignes du milieu du XXe siècle,. Gotham a une conception relativement large avec une hauteur d'x raisonnablement élevée et de larges ouvertures.
Depuis sa création, Gotham a été très visible en raison de son utilisation dans de nombreux endroits remarquables. Cela inclut la campagne présidentielle de Barack Obama en 2008, la charte typographique de l'Université d'État du Michigan, ou la campagne électorale fédérale de 2016 du Parti travailliste australien. Cette police a également été utilisée sur la pierre angulaire du One World Trade Center à New York, ainsi que pour le référencement MPAA pour les bandes-annonces de films aux États-Unis.
Développé pour un usage professionnel, Gotham est une famille extrêmement large, avec quatre largeurs, huit poids et des conceptions distinctes pour l'affichage à l'écran et une version arrondie. Il est publié par Hoefler & Co., la société de l'ancien partenaire commercial de Frere-Jones, Jonathan Hoefler. Les entreprises qui utilisent notamment la police sont Taco Bell, Golf Galaxy, ABS-CBN Corporation et ses divisions et filiales (y compris le réseau de télévision du même nom), Cartoon Network, Cartoon Network Productions et Cartoon Network Studios  et anciennement dans les logos de Discovery, Inc. et ViacomCBS, actuellement Paramount Global.

## Création et style
La police de caractères Gotham a été initialement commandée par le magazine GQ, dont les éditeurs voulaient afficher une sans-empattement avec une « structure géométrique » qui aurait l'air « masculine, nouvelle et fraîche » pour leur magazine. GQ a convenu qu'ils avaient besoin de quelque chose « qui allait être très frais et très établi pour avoir une sorte de voix crédible », selon Hoefler,. Selon Frere-Jones, Gotham n'aurait pas vu le jour sans cette demande : « L'humaniste et le géométrique [...] avaient déjà été soigneusement jalonnés et développés par d'anciens designers. Je ne pensais pas que quelque chose de nouveau aurait pu être trouvé là-bas, mais heureusement pour moi (et le client), je me suis trompé ».
L'inspiration de Frere-Jones pour la police de caractères est venue du temps passé à marcher bloc par bloc à travers Manhattan avec un appareil photo pour trouver le matériel source, et il a basé la police sur le lettrage vu dans les bâtiments plus anciens, en particulier le signe sur la Huitième Façade avenue du Port Authority Bus Terminal. « Je suppose qu'il y a un agenda personnel caché dans la conception », a déclaré Frere-Jones, « pour préserver ces vieux morceaux de New York qui pourraient être effacés avant d'être appréciés. Ayant grandi ici, j'ai toujours aimé le 'vieux' New York et son lettrage »
Le lettrage qui a inspiré cette police de caractères trouve son origine dans le style des sans-empattements de l'époque des années 1920 comme Futura, où « le caractère d'imprimerie, comme l'architecture, comme l'organisation de la société elle-même, devait être réduit à l'essentiel, efficace, débarrassé des éléments indésirables, locaux ou éléments ethniques ». Ce thème a été trouvé fréquemment dans les caractères de l'époque de la dépression en Amérique du Nord et en Europe, en particulier en Allemagne. Cette simplification du caractère est caractérisée par Frere-Jones comme n'étant « pas le genre de lettre qu'un dessinateur de caractères ferait. C'est le genre de lettre qu'un ingénieur ferait. Il est né en dehors de la conception de caractères dans un autre monde et a un saveur très distincte de cela ». Selon Paul Shaw, les formes de lettres sur lesquelles Gotham était basé « étaient géométriques mais elles ne ressemblaient pas à Futura. Leurs largeurs étaient plus uniformes et moins classiques, les bols étaient plus grands ».
Les appréciations sur Gotham insistent sur son identité à la fois américaine et spécifique à New York. Selon David Dunlap du New York Times, Gotham « évoque délibérément le lettrage architectural en bloc, sans fioritures et inconscient qui dominait le paysage des rues [de New York] des années 1930 aux années 1960 ». Andrew Romano dans Newsweek abonde dans ce sens : « Contrairement aux autres polices de caractères sans empattement, ce n'est pas allemand, ce n'est pas français, ce n'est pas suisse. C'est très américain »

## Utilisations notables

### Sur la Tour de la Liberté de New York
Gotham figurait en bonne place en 2004 en tant que police de caractères sur la pierre angulaire de la Freedom Tower sur le site du World Trade Center, lui-même propriété de l'Autorité portuaire de New York et du New Jersey. Dans un discours prononcé le 4 juillet lors de son inauguration, le gouverneur de l'époque, George Pataki, a cité la pierre angulaire comme le « socle de notre État ». Le texte est écrit en lettres majuscules, ce qui a été critiqué, car certains voulaient un mélange de majuscules et de minuscules pour « donner aux mots une voix humaine ».

### Campagne présidentielle de Barack Obama en 2008
Au début, les premiers documents pour la campagne de Barack Obama en 2008 recourent à la police avec empattements Perpetua ; avec l'embauche de John Slabyk et Scott Thomas, le choix se porte sur Gotham, et la police est utilisée sur de nombreux panneaux et affiches pour la campagne.
Le New York Times salue le choix pour sa « puissante, bien que tacite, combinaison de sophistication contemporaine (un clin d'œil à ses costumes) avec la nostalgie du passé américain et le sens du devoir ». John Berry, auteur d'ouvrages sur la typographie, acquiesce : « C'est marrant de le voir utilisé dans une campagne politique parce que d'un côté c'est presque trop ordinaire mais c'est le but. Vu partout ». Le graphiste Brian Collins a noté que Gotham était la « cheville ouvrière » de toute l'imagerie de campagne d'Obama.
Les observateurs des élections primaires et générales ont comparé favorablement les choix de conception d'Obama à ceux de ses adversaires. Dans sa campagne, Hillary Clinton a utilisé New Baskerville, une police à empattements utilisée par les éditeurs de livres, les cabinets d'avocats et les universités, tandis que John McCain a utilisé Optima, police utilisée pour le Vietnam Veterans Memorial. Il est à noter que John Edwards, le troisième candidat à l'investiture démocrate pour l'élection présidentielle de 2008, a utilisé Gotham Ultra pendant sa campagne.

### Autres utilisations notables
Gotham a également trouvé sa place dans divers médias commerciaux. La marque Coca-Cola, les émissions de télévision Conan, Maury et Saturday Night Live, le Tribeca Film Festival, les publicités de l'opérateur de communications  Qwest ont utilisé Gotham pour leurs logos.
Le gouvernement de l'État de Géorgie l'utilise et indique dans sa charte graphique l'avoir choisi pour les « lignes propres et fraîches » de Gotham et de ses variantes qui « offrent une variété d'options à utiliser dans toutes les applications de marketing, de publicité et de signalisation ».

Gotham est la police officielle de l'Université de New York, de l'Université d'État du Michigan, de l'Université Rowan, de l'Université de technologie et de design de Singapour.
Gotham était également la police utilisée par Netflix, jusqu'en 2018, date à laquelle pour réduire les dépenses en frais de licence, Netflix a créé sa propre police sur mesure, Netflix Sans.
Gotham était la famille de polices utilisée par la plupart des agences gouvernementales de l'État australien de Nouvelle-Galles du Sud jusqu'en 2021, date à laquelle elle est devenue Public Sans.

Logo de la campagne présidentielle de Barack Obama en 2008.
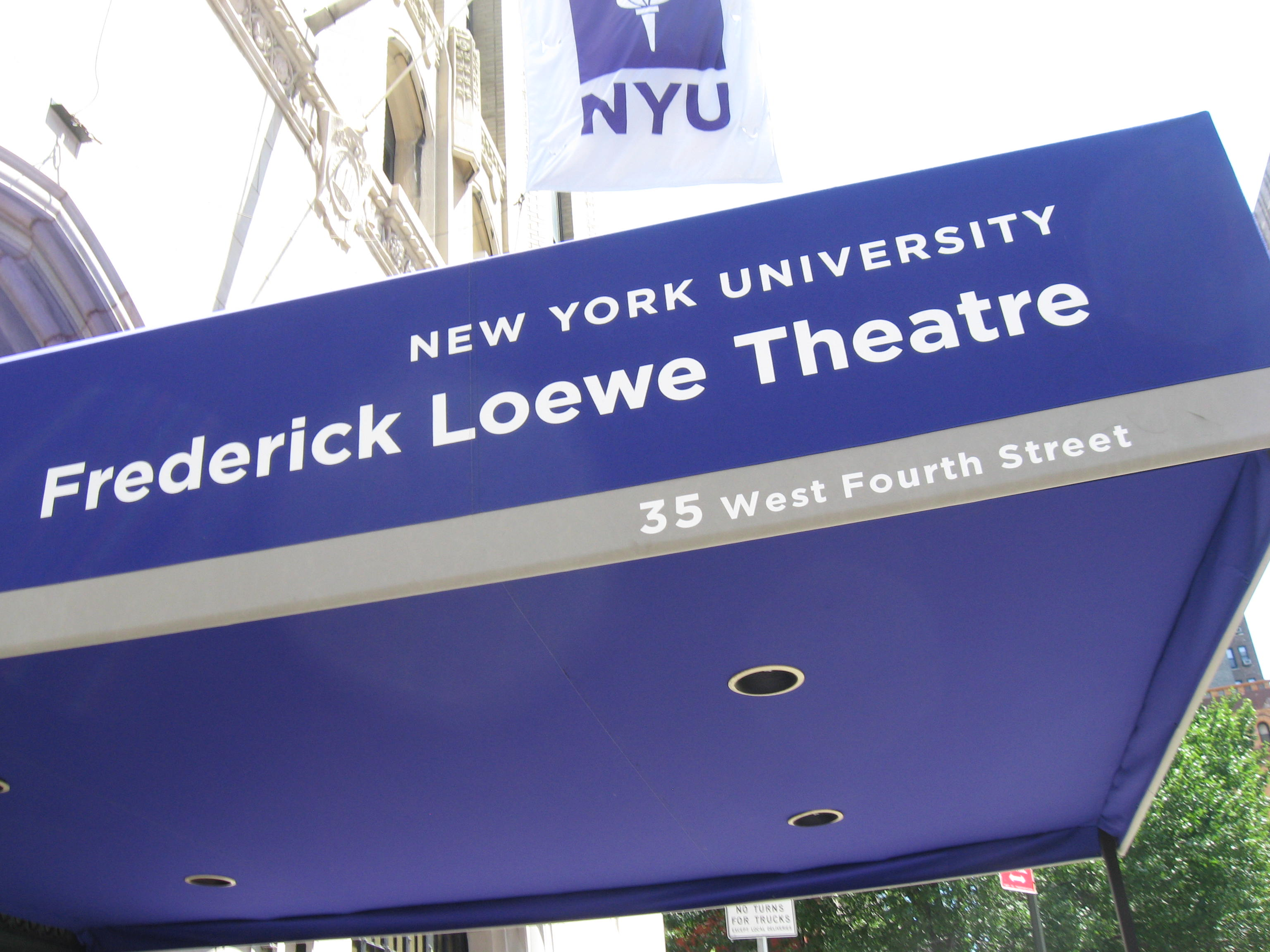
Logo de l'Université de New York.
Titre de l'album The 20/20 Experience de Justin Timberlake, 2013.
Logo original du film Gran Torino de Clint Eastwood, 2008.
Logo du Festival du film de Tribeca à New York.
Logo du parti politique espagnol Podemos.
Logo du groupe audiovisuel espagnol Atresmedia.
Logo de la compagnie aérienne Turkish Airlines.

## Variantes
Gotham a été créée à l'origine avec une variante oblique ainsi qu'avec une gamme de différentes largeurs. En 2007, une variante arrondie est introduite en raison d'une demande du magazine Print. 
Le 4 avril 2011, Hoefler et Frere-Jones annoncent qu'ils ont créé un nouveau mot-symbole basé sur Gotham avec des empattements à l'usage de la campagne 2012 du président Barack Obama ; la conception n'a pas été rendue publique
Des caractères cyrilliques et grecs ont été ajoutés dans une mise à jour d'avril 2015. À cette époque, Frere-Jones avait quitté l'entreprise ; Fonts in Use rapporte que Malou Verlomme et Sara Soskolne ont coopéré sur les alphabets supplémentaires.